# Fay McKenzie
Eunice Fay McKenzie (Hollywood, 19 febbraio 1918 – Highland Park, 16 aprile 2019) è stata un'attrice e cantante statunitense.

## Biografia
Nota professionalmente come Fay McKenzie, e per un breve periodo con lo pseudonimo Fay Shannon, da bambina recitò in molti film muti (il primo dei quali a soli diciotto mesi, nel 1918), passando poi a quelli sonori e a colori in età adulta, ottenendo grande fama per i suoi ruoli in coppia con Gene Autry nei primi anni quaranta in cinque pellicole di ambientazione western. Apparve anche a Broadway, alla radio e alla televisione. 
Nella seconda parte della sua carriera fu diretta in più occasioni dal regista Blake Edwards. Attiva fino a poco prima della sua morte, fece la sua ultima apparizione al fianco del figlio Tom Waldman Jr. nella commedia Kill a Better Mousetrap, basato su un'opera teatrale di Scott K. Ratner, girato nell'estate del 2018 e distribuito dopo la sua scomparsa.

## Filmografia parziale

### Cinema
- Station Content, regia di Arthur Hoyt (1918)
- The Dramatic Life of Abraham Lincoln, regia di Phil Rosen (1924)
- Slander House, regia di Charles Lamont (1938)
- Ghost Town Riders, regia di George Waggner (1938)
- Gunga Din, regia di George Stevens (1939)
- La strage di Alamo (Man of Conquest), regia di George Nichols Jr. (1939)
- Questo mondo è meraviglioso (It's a Wonderful World), regia di W. S. Van Dyke (1939)
- Un bimbo in pericolo (Unexpected Father), regia di Charles Lamont (1939)
- Passaggio conteso (Disputed Passage), regia di Frank Borzage (1939)
- Questa è la vita (It's a Date), regia di William A. Seiter (1940)
- La vendetta dei Dalton (When the Daltons Rode), regia di George Marshall (1940)
- Down Mexico Way, regia di Joseph Santley (1941)
- Sierra Sue, regia di William Morgan (1941)
- Cowboy Serenade, regia di William Morgan (1942)
- Heart of the Rio Grande, regia di William Morgan (1942)
- Home in Wyomin', regia di William Morgan (1942)
- Remember Pearl Harbor, regia di Joseph Santley (1942)
- The Singing Sheriff, regia di Leslie Goodwins (1944)
- Il pugnale misterioso (Murder in the Music Hall), regia di John English (1946)
- Notte e dì (Night and Day), regia di Michael Curtiz (1946)
- Colazione da Tiffany (Breakfast at Tiffany's), regia di Blake Edwards (1961)
- Operazione terrore (Experiment in Terror), regia di Blake Edwards (1962)
- Hollywood Party (The Party),  regia di Blake Edwards (1968)
- S.O.B., regia di Blake Edwards (1981)

### Televisione
- Mr. Lucky – serie TV, episodio 1x31 (1960)
- Bonanza – serie TV, episodio 3x15 (1961)